# Élection partielle québécoise de 2012
L'élection partielle québécoise de 2012 est une élection partielle qui s'est déroulé le 11 juin 2012. Elle vise à élire un député dans chacune des circonscriptions d'Argenteuil et LaFontaine.
Le scrutin est nécessaire en raison de la démission de David Whissell, député d'Argenteuil, le 16 décembre 2011 et celle de Tony Tomassi, député de LaFontaine, le 3 mai 2012.
Au Québec, une élection partielle doit être convoqués par le premier ministre dans les six mois suivant la libération d'un siège à l'Assemblée nationale.

## Argenteuil
Cette circonscription est un château fort libéral depuis 1966. La candidate libérale est Lise Proulx, ancienne collaboratrice du député démissionnaire, David Whissell.
Le candidat du Parti québécois, Roland Richer, un enseignant, critique le gouvernement Charest à propos de la gestion de l'hôpital de Lachute.
Le plus connu est le candidat caquiste, Mario Laframboise, ancien député de la circonscription fédérale d'Argenteuil—Papineau—Mirabel pour le Bloc québécois de 2000 à 2011.
Le candidat d'Équipe autonomiste est Gérald Nicolas, chef intérimaire de ce nouveau parti, créé le 21 mars 2012.  Il a une bonne expérience en politique internationale et est actuellement propriétaire d'un centre d'hébergement pour personnes âgées.
|                                                                                               | Nom               | Parti              | Nombre de voix | %      | Maj. |
| --------------------------------------------------------------------------------------------- | ----------------- | ------------------ | -------------- | ------ | ---- |
|                                                                                               | Roland Richer     | Parti québécois    | 6 631          | 36,4 % | 593  |
|                                                                                               | Lise Proulx       | Libéral            | 6 038          | 33,1 % | -    |
|                                                                                               | Mario Laframboise | Coalition avenir   | 3 905          | 21,4 % | -    |
|                                                                                               | Claude Sabourin   | Vert               | 549            | 3 %    | -    |
|                                                                                               | Yvan Zanetti      | Québec solidaire   | 500            | 2,7 %  | -    |
|                                                                                               | Patrick Sabourin  | Option nationale   | 238            | 1,3 %  | -    |
|                                                                                               | Jean Lecavalier   | Conservateur       | 189            | 1 %    | -    |
|                                                                                               | Georges Lapointe  | Indépendant        | 152            | 0,8 %  | -    |
|                                                                                               | Gérald Nicolas    | Équipe autonomiste | 26             | 0,1 %  | -    |
| Total                                                                                         | Total             | Total              | 18 228         | 100 %  |      |
| Le taux de participation lors de l'élection était de 42,5 % et 225 bulletins ont été rejetés. |                   |                    |                |        |      |

## LaFontaine
Dans LaFontaine, le candidat libéral est Marc Tanguay, avocat spécialisé en litige, président du Parti libéral du Québec depuis le 26 septembre 2009.
Le candidat du Parti québécois est Frédéric St-Jean. Il a déclaré : « J'utiliserai la tribune qui m'est offerte pour rappeler les dérives éthiques des libéraux. La corruption doit cesser ». 
Le candidat d'Équipe autonomiste est Guy Boivin, technicien en droit et coauteur de La bonbonnière (2007) et d'un deuxième roman Le temps figé (2012).  Il représente un nouveau parti, créé le 21 mars 2012, décidé à réformer l'administration publique avec l'aide du Vérificateur général et à donner une voix à la majorité silencieuse.
|                                                                                               | Nom                   | Parti              | Nombre de voix | %      | Maj.  |
| --------------------------------------------------------------------------------------------- | --------------------- | ------------------ | -------------- | ------ | ----- |
|                                                                                               | Marc Tanguay          | Libéral            | 5 446          | 53,4 % | 3 710 |
|                                                                                               | Frédéric St-Jean      | Parti québécois    | 1 736          | 17 %   | -     |
|                                                                                               | Domenico Cavalerie    | Coalition avenir   | 1 601          | 15,7 % | -     |
|                                                                                               | Sébastien Rivard      | Québec solidaire   | 603            | 5,9 %  | -     |
|                                                                                               | Gaëtan Bérard         | Vert               | 308            | 3 %    | -     |
|                                                                                               | Paolo Zambito         | Option nationale   | 161            | 1,6 %  | -     |
|                                                                                               | Patrice Raza          | Conservateur       | 129            | 1,3 %  | -     |
|                                                                                               | Marc-André Beauchesne | Indépendant        | 104            | 1 %    | -     |
|                                                                                               | Renaud Blais          | Parti nul          | 82             | 0,8 %  | -     |
|                                                                                               | Guy Boivin            | Équipe autonomiste | 36             | 0,4 %  | -     |
| Total                                                                                         | Total                 | Total              | 10 206         | 100 %  |       |
| Le taux de participation lors de l'élection était de 25,5 % et 183 bulletins ont été rejetés. |                       |                    |                |        |       |